# Traité de San Ildefonso (1777)
Pour les articles homonymes, voir Traité de San Ildefonso.

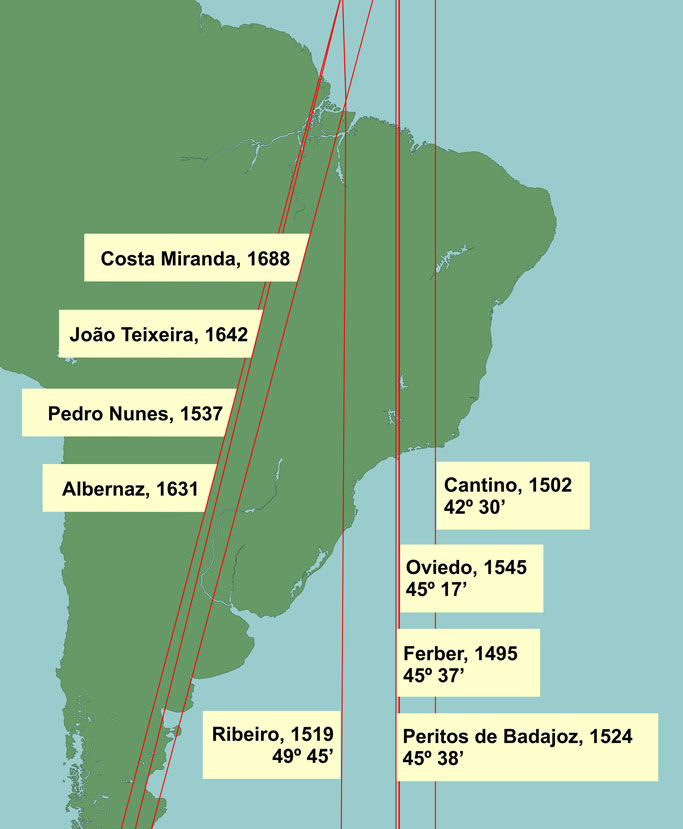
Le méridien de Tordesillas selon différents géographes

Le traité de San Ildefonso de 1777 est un traité signé par l'Espagne et le Portugal le 1er octobre 1777 en vertu duquel les Portugais cédaient à l'Espagne la ville disputée de Colonia del Sacramento (dans l'actuel Uruguay), ainsi que les îles d'Annobón et de Fernando Póo dans les eaux du golfe de Guinée (lesquelles font aujourd'hui partie de la Guinée équatoriale) en échange du retrait espagnol d'autres zones qui avaient été conquises dans le Sud du Brésil.
Ce traité représenta un indiscutable rapprochement entre les deux couronnes, la reine Marie de Portugal et son oncle Charles III d'Espagne, après des décennies d'affrontements et de disputes, suite à l’indépendance retrouvée du Portugal en 1640, et à l'alliance lusitanienne avec l'Angleterre.